# Sant'Agostino (Papini)
Sant'Agostino è un'opera letteraria di Giovanni Papini, pubblicata nel 1929 per i tipi di Vallecchi. L'opera è una biografia di Agostino di Ippona, scritta da Papini poco dopo la sua conversione al cristianesimo.

## Descrizione
Il volume, di più che 400 pagine, si apre con la prefazione «I miei rapporti con sant'Agostino». Papini aveva una particolare predilezione per Agostino, tanto da affermare che «Prima di tornare a Cristo, Agostino fu, con Pascal, l'unico scrittore cristiano ch'io leggessi con ammirazione». Come Agostino, Papini si era convertito in età matura al cristianesimo, dopo una giovinezza irrequieta. Come afferma egli stesso: «Gli somigliavo, si capisce, nel peggio, ma insomma gli somigliavo. E che un uomo a quel modo, così vicino a me nelle debolezze, fosse arrivato a rinascere e a rifarsi mi rincorava». L'intento di Papini non è quello di scrivere un'agiografia in cui vengono cancellati gli aspetti negativi della vita del Santo: «Non ho nascosta o velata nessuna delle colpe di Agostino giovane, a differenza di quei panegiristi di poco senno, che si studiano di ridurre la peccaminosità dei santi, non pensando che nell'esser riusciti a risalire dal letamaio alle stelle consiste la loro gloria e si manifesta la potenza della Grazia». La figura di Sant'Agostino diventa così per Papini un alter-ego, decisivo per la sua conversione e per la sua produzione letteraria successiva.

## Edizioni
- Giovanni Papini, Sant'Agostino, Firenze, Vallecchi, 1929.
- Giovanni Papini, Sant'Agostino, Cantagalli, 2010, ISBN 978-8882725365.